# 2000 na televisão brasileira
A seguir há uma lista de eventos relacionados à televisão brasileira em 2000. Os eventos listados incluem estreias, cancelamentos e finais de programas de televisão; lançamento, encerramento e rebrandings de canais; estações locais mudando de afiliação de rede; e informações sobre controvérsias e disputas de carregamento.

## Eventos notáveis

### Janeiro
| Data | Evento                                                                  |
| ---- | ----------------------------------------------------------------------- |
| 1.º  | Na Rede Globo, o Vídeo Show ganha nova vinheta, logotipo e grafismos.   |
| 8    | Na Rede Globo, o Globo Ciência muda sua vinheta de abertura e gráficos. |

### Março
| Data | Evento |
| ---- | --- |
| 3—11 | As emissoras de TV (exceto a Rede Record) realizam a cobertura do Carnaval de 2000, sendo que: - A Rede Globo exibe o Globeleza, com os desfiles das escolas de samba de São Paulo e Rio de Janeiro; - A Band exibe o Band Folia, mostrando o carnaval de Salvador e o Desfile das Campeãs do Rio de Janeiro. |
| 11   | No SBT, o Programa do Ratinho muda de cenário, gráficos e vinheta de abertura. |
| 26   | O SBT e o Telecine 1 transmitem a 72.ª edição do Óscar. |

### Abril
| Data | Evento |
| ---- | --- |
| 2    | A Rede Globo estreia nova identidade visual.                                                                                      |
| 3    | Na Rede Globo, o Vídeo Show ganha nova vinheta, logotipo e grafismos.                                                             |
| 6    | No SBT, o SBT Repórter ganha nova vinheta, logotipo e grafismos.                                                                  |
| 8    | Na Rede Globo, o Globo Ecologia ganha nova vinheta, logotipo e grafismos.                                                         |
| 9    | Na Rede Globo, o Domingão do Faustão estreia nova identidade visual.                                                              |
| 9    | Na Rede Globo, o Fantástico ganha novo cenário.                                                                                   |
| 16   | O SBT exibe a 40.ª edição do Troféu Imprensa.                                                                                     |
| 26   | Na Rede Globo, o Jornal Nacional ganha novo cenário, vinheta, logotipo e grafismos.                                               |
| 26   | Na Rede Globo, Lillian Witte Fibe deixa a apresentação do Jornal da Globo, sendo substituida interinamente por Carlos Tramontina. |

### Maio
| Data | Evento |
| ---- | --- |
| 15   | Após 5 anos, é anunciado o fim da parceria entre CNT e TV Gazeta. A cisão oficial do acordo ocorreu em 5 de junho. |

### Julho
| Data | Evento                                          |
| ---- | ----------------------------------------------- |
| 9    | Na Rede Globo, o Fantástico ganha novo cenário. |

### Agosto
| Data    | Evento |
| ------- | --- |
| 7       | Na Rede Globo, Ana Paula Padrão assume a apresentação do Jornal da Globo, substituindo Lillian Witte Fibe. O telejornal também estreia novo cenário. |
| 19—16/9 | A Rede Globo promove o Festival da Música Brasileira.                                                                                                |

### Setembro
| Data    | Evento |
| ------- | --- |
| 1—2     | O SBT promove a 3.ª edição do Teleton, em prol da AACD.                                                            |
| 15—1/10 | A Rede Globo, Rede Bandeirantes, SporTV e a ESPN Brasil realizam a cobertura dos Jogos Olímpicos de Verão de 2000. |
| 13      | O SBT transmite a 1.ª edição do Grammy Latino.                                                                     |

### Outubro
| Data | Evento                                                                    |
| ---- | ------------------------------------------------------------------------- |
| 6    | Na Rede Globo, o Globo Repórter ganha nova vinheta, logotipo e grafismos. |
| 9    | Na Rede Globo, o Globo Rural ganha nova vinheta, logotipo e grafismos.    |
| 9    | Na Rede Globo, o Bom Dia Brasil muda de cenário.                          |
| 9    | Na Rede Globo, o Jornal Nacional muda de cenário.                         |
| 30   | Na Rede Globo, o Bom Dia Brasil ganha novo cenário.                       |

### Dezembro
| Data | Evento |
| ---- | --- |
| 18   | Na Rede Globo, a Tela Quente Especial ganha nova vinheta, logotipo e grafismos. |
| 23   | Na Rede Globo, o Supercine Especial ganha nova vinheta, logotipo e grafismos. |
| 28   | Com a sanção pelo presidente Fernando Henrique Cardoso da Lei nº 10.167, que alterou o artigo 3º da Lei nº 9.294 de 15 de julho de 1996, as propagandas, merchandisings, patrocínios e outras ações comerciais de cigarros e demais produtos fumíferos ficaram proibidas de serem veiculadas nas emissoras de televisão e de rádio. Na redação anterior, as propagandas só poderiam ser veiculadas entre 21h e 6h, acompanhadas de avisos sobre os malefícios do fumo elaborados pelo Ministério da Saúde. |
| 31   | A Rede Globo e a TV Gazeta transmitem a 76.ª edição da Corrida de São Silvestre. |

## Programas

### Janeiro
- 1.º de janeiro — A Rede Globo exibe o Daniel Especial.
- 2 de janeiro — Estreia Gente Inocente na Rede Globo.
- 3 de janeiro — Estreia O Diário de Daniela no SBT.
- 4 de janeiro — Estreia A Muralha na Rede Globo.
- 5 de janeiro — Estreia Kassandra no SBT.
- 8 de janeiro — Estreia da 3.ª temporada de Fantasia no SBT.
- 15 de janeiro — Estreia Dawson's Creek na Rede Globo.
- 28 de janeiro — Termina Força de um Desejo na Rede Globo.
- 30 de janeiro — A Rede Globo exibe o especial Rio Bossa Nova 2000 - 20 anos sem Vinícius.
- 31 de janeiro — Estreia Esplendor na Rede Globo.

### Fevereiro
- 4 de fevereiro — Estreia TV Culinária na CNT.
- 7 de fevereiro — Termina Tiro e Queda na Rede Record.
- 20 de fevereiro — Estreia Megatom na Rede Globo.
- 22 de fevereiro — Estreia Superbonita no GNT.
- 28 de fevereiro — Estreia Central MTV na MTV Brasil.

### Março
- 5 de março — Estreia Domingo Show na Rede Record.
- 17 de março — Termina A Indomada no Vale a Pena Ver de Novo na Rede Globo.
- 20 de março — Reestreia Tropicaliente no Vale a Pena Ver de Novo na Rede Globo.
- 31 de março — Termina A Muralha na Rede Globo.

### Abril
- 3 de abril
  - Estreia Programa do Jô na Rede Globo.
  - Estreia SBT Notícias no SBT.
- 7 de abril — Termina a 6.ª temporada de Malhação na Rede Globo.
- 8 de abril — Estreia Caldeirão do Huck na Rede Globo.
- 10 de abril — Estreia da 7.ª temporada de Malhação na Rede Globo.
- 13 de abril — A Rede Globo exibe o especial A Paixão Segundo Ouro Preto.
- 19 de abril — Estreia A Invenção do Brasil na Rede Globo.
- 21 de abril — Termina A Invenção do Brasil na Rede Globo.
- 22 de abril — A Rede Globo exibe o especial Show Brasil 500, em comemoração aos 500 anos do descobrimento do Brasil.
- 24 de abril — Termina O Diário de Daniela no SBT.
- 26 de abril — A Rede Globo exibe a Missa dos 500 Anos do Brasil.
- 29 de abril — Termina a 1.ª temporada de Friends na RedeTV!.

### Maio
- 5 de maio — Termina Vila Madalena na Rede Globo.
- 6 de maio — Estreia a 2.ª temporada de Friends na RedeTV!.
- 8 de maio
  - Estreia Uga Uga na Rede Globo.
  - Estreia Marcas da Paixão na Rede Record.
  - Estreia A Mentira no SBT.
- 9 de maio — Termina O Privilégio de Amar no SBT.
- 28 de maio — Jogo do Milhão passa a se chamar Show do Milhão no SBT.

### Junho
- 2 de junho — Termina Terra Nostra na Rede Globo.
- 5 de junho
  - Estreia Laços de Família na Rede Globo.
  - Estreia Olhar de Mulher na Rede Record.
  - Estreia Gabi na RedeTV!.
- 10 de junho — Termina Fantasia no SBT.
- 23 de junho — Termina Esplendor na Rede Globo.
- 25 de junho — Termina Eliana no Parque na Rede Record.
- 26 de junho — Estreia O Cravo e a Rosa na Rede Globo.
- 30 de junho
  - Termina Angel Mix na Rede Globo.
  - Estreia da 1.ª temporada de No Limite na Rede Globo.

### Julho
- 3 de julho — Estreia TV Globinho na Rede Globo.
- 5 de julho — Estreia MTV 20 e Poucos Anos na MTV Brasil.
- 7 de julho — Termina Tropicaliente no Vale a Pena Ver de Novo na Rede Globo.
- 10 de julho
  - Reestreia A Próxima Vítima no Vale a Pena Ver de Novo na Rede Globo.
  - Termina Barraco MTV na MTV Brasil.
- 14 de julho — Termina Kassandra no SBT.
- 17 de julho
  - Estreia Miguelito na RedeTV!.
  - Estreia Sigo Te Amando no SBT.
  - Estreia Gordo a Go-Go na MTV Brasil.
- 23 de julho — Estreia da 1.ª temporada de No Limite na Rede Globo.
- 22 de julho — Termina Miguelito na RedeTV!.

### Agosto
- 4 de agosto — Termina Festival de Férias na Rede Globo.
- 5 de agosto — Estreia TV Ano 50 na Rede Globo.
- 6 de agosto — Estreia Provocações na TV Cultura.
- 7 de agosto — Estreia Sãos e Salvos! na TV Cultura.
- 8 de agosto — Termina Muvuca na Rede Globo.
- 14 de agosto
  - Estreia Band Kids na Rede Bandeirantes.
  - Estreia Matéria Pública na TV Cultura.
- 17 de agosto — Termina Você Decide na Rede Globo.
- 22 de agosto — Estreia Aquarela do Brasil na Rede Globo.
- 27 de agosto — Termina Em Nome do Amor no SBT.

### Setembro
- 10 de setembro — Termina a 1.ª temporada de No Limite na Rede Globo.
- 22 de setembro — Termina Cadeia Alborghetti na CNT.
- 24 de setembro — Termina Punky, a Levada da Breca no SBT.

### Outubro
- 2 de outubro
  - Termina A Mentira no SBT.
  - Estreia Esmeralda no SBT.
  - Estreia Fica Comigo na MTV Brasil.
- 9 de outubro — Estreia Bambuluá na Rede Globo.
- 14 de outubro
  - Estreia Altas Horas na Rede Globo.
  - Termina a 2.ª temporada de Friends na RedeTV!.
- 23 de outubro — Estreia Território Livre na Rede Bandeirantes.
- 27 de outubro — Termina Olhar de Mulher na Rede Record.
- 30 de outubro — Estreia É Show na Rede Record.

### Novembro
- 1.º de novembro — Estreia TV Esporte na RedeTV!.
- 4 de novembro — Termina TV Ano 50 na Rede Globo.
- 11 de novembro — Termina Friends na RedeTV!.
- 17 de novembro — Termina Marcas da Paixão na Rede Record.
- 18 de novembro — Termina Zapping na Rede Record.
- 20 de novembro
  - Termina Sigo Te Amando no SBT.
  - Estreia Maria Isabel no SBT.
  - Estreia Vidas Cruzadas na Rede Record.

### Dezembro
- 1.º de dezembro — Termina Aquarela do Brasil na Rede Globo.
- 4 de dezembro — Estreia Coração Selvagem no SBT.
- 8 de dezembro — Termina A Próxima Vítima no Vale a Pena Ver de Novo na Rede Globo.
- 11 de dezembro — Reestreia Roque Santeiro no Vale a Pena Ver de Novo na Rede Globo.
- 20 de dezembro — Termina MTV 20 e Poucos Anos na MTV Brasil.
- 21 de dezembro — A Rede Globo exibe o Roberto Carlos Especial
- 22 de dezembro — Termina Resposta MTV na MTV Brasil.
- 24 de dezembro
  - A Rede Record exibe o especial Natal Tropical com Eliana.
  - A CNT exibe o Especial Padre Marcelo Rossi.
  - O SBT exibe a sua Retrospectiva 2000.
- 26 de dezembro — A Rede Globo exibe o especial Brava Gente.
- 29 de dezembro — A Rede Globo exibe a sua Retrospectiva 2000.
- 31 de dezembro — A Rede Globo exibe o Show da Virada.

## Emissoras

### Fundações
| Data            | Emissora                    | Cidade, UF                     | Notas | Ref.                |
| --------------- | --------------------------- | ------------------------------ | --- | ------------------- |
| 1.º de janeiro  | Boa Vontade TV              | São José dos Campos, São Paulo | Emissora de televisão voltada para as ações ecumênicas mantida pela Legião da Boa Vontade                            | [ 7 ]               |
| 1.º de janeiro  | TV Guararapes               | Recife, Pernambuco             | Emissora de televisão pertencente aos Diários Associados, afiliada da Rede Bandeirantes                              | [ 8 ]               |
| 15 de fevereiro | Panamerican Sports Network  | —                              | Canal de televisão por assinatura voltada aos esportes pertencente à Hicks, Muse, Tate & Furst                       | [ 9 ]               |
| 1.º de maio     | TV Diário                   | Mogi das Cruzes, São Paulo     | Emissora de televisão pertencente ao Grupo Diário de Mogi, afiliada da Rede Globo                                    | [ 10 ]              |
| 21 de julho     | Rede Super                  | Belo Horizonte, Minas Gerais   | Emissora de televisão ligada à Igreja Batista da Lagoinha                                                            | [carece de fontes?] |
| 11 de outubro   | TV Jovem                    | Palmas, Tocantins              | Emissora de televisão pertencente ao Sistema de Comunicação Rio Bonito, afiliada do SBT                              | [ 11 ]              |
| 1.º de novembro | National Geographic Channel | São Paulo, SP                  | Canal de televisão por assinatura voltada aos documentários programada pela Fox International Channels Latin America | [carece de fontes?] |

### Extinções
| Data          | Emissora         | Cidade, UF    | Notas | Ref.   |
| ------------- | ---------------- | ------------- | --- | ------ |
| 1.º de março  | CBS Telenotícias | —             | O sinal se encerrou no Brasil devido a Telemundo ter readquirido o canal e ter tido um acordo com a Rede Globo para a exibição de suas telenovelas | [ 12 ] |
| 31 de outubro | The Superstation | São Paulo, SP | O canal foi substituído pelo National Geographic Channel                                                                                           | [ 13 ] |

## Nascimentos
| Data           | Nome                | Notas | Ref.                |
| -------------- | ------------------- | --- | ------------------- |
| 2 de janeiro   | Marcus Bessa        | Ator. Trabalhos notáveis incluem Carinha de Anjo, Lia, Jezabel e Genêsis | [ 14 ]              |
| 9 de fevereiro | Filipe Cavalcante   | Ator e dublador. Seu principal trabalho foi na telenovela Chiquititas | [ 15 ]              |
| 7 de março     | Cinthia Cruz        | Atriz. Seu principal trabalho foi na telenovela Chiquititas | [ 16 ]              |
| 19 de março    | Bárbara Maia        | Atriz. Trabalhos notáveis incluem A História de Ester, Cordel Encantado, Gaby Estrella, Carinha de Anjo, Jezabel e O Rei da TV                                                                          | [ 17 ]              |
| 29 de março    | Caio Manhente       | Ator. Trabalhos notáveis incluem Viver a Vida , Cordel Encantado, Detetives do Prédio Azul, Boogie Oogie, O Sétimo Guardião, Quanto Mais Vida, Melhor!, Vai na Fé, A Magia de Aruna e Garota do Momento | [ 18 ]              |
| 16 de abril    | Bruna Carvalho      | Atriz. Trabalhos notáveis incluem Amor e Revolução e Chiquititas | [ 19 ]              |
| 10 de maio     | Mateus Honori       | Músico e ator. Seu principal trabalho foi na telenovela Guerreiros do Sol | [carece de fontes?] |
| 11 de maio     | Ana Karolina Lannes | Atriz. Trabalhos notáveis incluem Ciranda de Pedra, Tempos Modernos, Caminho das Índias, Avenida Brasil e B.A: O Futuro Está Morto                                                                      | [ 20 ]              |
| 2 de junho     | Jottapê             | Ator e cantor. Trabalhos notáveis incluem Uma Rosa com Amor, Avenida Brasil, Chiquititas e Sintonia | [ 19 ]              |
| 14 de junho    | Thomaz Costa        | Ator e influenciador. Seus principais trabalhos foram Carrossel e Patrulha Salvadora, ainda participou da 14.ª temporada de A Fazenda                                                                   | [ 21 ]              |
| 18 de agosto   | Viih Tube           | Atriz e influenciadora. Participou da 21.ª edição do Big Brother Brasil | [ 22 ]              |
| 6 de outubro   | Klara Castanho      | Atriz. Trabalhos notáveis incluem Mothern, Viver a Vida, Amor à Vida e Garota do Momento | [ 23 ]              |
| 30 de outubro  | Gustavo Daneluz     | Ator. Seus principais trabalhos incluem Carrossel e Patrulha Salvadora | [ 24 ]              |
| 17 de dezembro | Isacque Lopes       | Ator. Trabalhos notáveis incluem Vai na Fé e Família É Tudo | [ 25 ]              |
| 21 de dezembro | Maitê Padilha       | Atriz e cantora. Trabalhos notáveis incluem Gaby Estrella e Jesus | [ 26 ]              |
| 28 de dezembro | Larissa Manoela     | Atriz. Trabalhos notáveis incluem Carrossel, Patrulha Salvadora Cúmplices de um Resgate, As Aventuras de Poliana e Além da Ilusão                                                                       | [ 27 ]              |
| 29 de dezembro | Lucas Santos        | Ator e influenciador. Seu principal trabalho foi na telenovela Carrossel e participou da 14.ª temporada de A Fazenda                                                                                    | [ 24 ]              |

## Mortes
| Data            | Nome           | Idade        | Notas | Ref.   |
| --------------- | -------------- | ------------ | --- | ------ |
| 7 de janeiro    | J. Silvestre   | 77 (n. 1922) | Ator e apresentador. Na televisão, apresentou os programas Essa é Sua Vida, O Céu É o Limite e Programa J. Silvestre. Foi o criador do Troféu Imprensa                          | [ 28 ] |
| 16 de fevereiro | Nádia Maria    | 69 (n. 1931) | Comediante. Trabalhos notáveis incluem Chico City, Balança mas Não Cai e Escolinha do Professor Raimundo                                                                        | [ 29 ] |
| 11 de abril     | Selma Salmir   | 79 (n. 1921) | Atriz, dubladora e locutora. Trabalhos notáveis incluem O Primo Basílio e A Viagem                                                                                              | [ 30 ] |
| 4 de maio       | Sandra Bréa    | 47 (n. 1952) | Atriz, modelo, cantora e apresentadora. Trabalhos notáveis incluem O Bem Amado, Corrida do Ouro, Escalada, Elas por Elas, Ti Ti Ti, Felicidade e Zazá                           | [ 31 ] |
| 8 de junho      | Lia de Aguiar  | 73 (n. 1927) | Atriz. Trabalhos notáveis incluem Sua Vida Me Pertence, TV de Vanguarda, Seu Único Pecado, Os Deuses Estão Mortos, Sol Amarelo, Fascinação e Pérola Negra                       | [ 32 ] |
| 12 de junho     | Rômulo Arantes | 42 (n. 1957) | Ator, nadador e cantor. Trabalhos notáveis incluem Direito de Amar, Sassaricando, Pantanal, Perigosas Peruas, Quatro por Quatro, Vira-Lata e Xica da Silva                      | [ 33 ] |
| 29 de agosto    | Colé Santana   | 80 (n. 1919) | Dramaturgo, ator e diretor. Trabalhos notáveis na televisão incluem Chico Anysio Show, A, E, I, O... Urca, Balança mas Não Cai, Os Trapalhões e Escolinha do Professor Raimundo | [ 34 ] |